# بوكليس دي لا مايين 2021
بوكليس دي لا مايين 2021 (بالفرنسية: Boucles de la Mayenne 2021)‏ هو سباق دراجات هوائية، وهو الموسم رقم 46 من بوكليس دي لا مايين، وأقيم خلال الفترة 27 مايو 2021، وحتى 30 مايو 2021، وامتدّ لمسافة 711 كيلومتر، وهو أحد سباقات سلسلة سباقات الاتحاد الدولي للدراجات للمحترفين 2021، وشارك فيه 122 متسابقاً ووصل إلى نهايته 111 متسابقاً.
فاز بالمركز الأول ارنو ديمار، وبالمركز الثاني Philipp Walsleben ‏، وبالمركز الثالث كريستوفر هالفورسن، وفاز ارنو ديمار في ترتيب النقاط، وكان الفائز حسب النقاط للشباب Nils Eekhoff ‏، وكان الفائز في تصنيف الجبال Jhonatan Restrepo ‏.

## الفرق
| فرق عالمية (5)- AG2R Citroën Team - Cofidis - Team DSM - Groupama-FDJ - Intermarché-Wanty-Gobert Matériaux فرق برو (14)- Alpecin-Fenix - 2021 أندروني جوكاتولي-سيدرمك ‏ - Arkéa-Samsic - 2021 بي آند بي هوتيلز ‏ - بنجوال دبليو بي 2021 ‏ - برجس بي إتش 2021 ‏ - كاجا رورال-سيغوروس 2021 ‏ - غازبروم روسفيلو 2021 ‏ - كيرن فارما 2021 ‏ - ديلكو 2021 ‏ - Rally Cycling - سبورت فلاندرين بالويس 2021 ‏ - Total Direct Énergie - أونو اكس برو سايكلنج تيم 2021 ‏ فرق قارية (2)- إس تي ميشيل-أوبير 93 2021 ‏ - Van Rysel–Roubaix ‏ |  |
| |  |

## المراحل
| قائمة المراحل | قائمة المراحل | قائمة المراحل                      | قائمة المراحل | قائمة المراحل | قائمة المراحل      | قائمة المراحل      |
| المرحلة       | التاريخ       | الدورة                             |               | المسافة (كم)  | الفائز بالمرحلة    | القائد العام       |
| ------------- | ------------- | ---------------------------------- | ------------- | ------------- | ------------------ | ------------------ |
| مرحلة 1       | 27 مايو       | Le Genest-Saint-Isle ‏ – Ambrières ‏ | مرحلة جبلية   | 174٫24        | Philipp Walsleben ‏ | Philipp Walsleben ‏ |
| مرحلة 2       | 28 مايو       | Vaiges ‏ – Évron ‏                   | مرحلة جبلية   | 173٫35        | ارنو ديمار         | Philipp Walsleben ‏ |
| مرحلة 3       | 29 مايو       | Saint-Berthevin ‏ – Craon ‏          | مرحلة جبلية   | 181٫68        | ارنو ديمار         | ارنو ديمار         |
| مرحلة 4       | 30 مايو       | Méral ‏ – لافال                     | مرحلة جبلية   | 180٫73        | ارنو ديمار         | ارنو ديمار         |

## النتيجة

### مرحلة 1
هي مرحلة جبلية، أقيمت في 27 مايو 2021، وامتدّت لمسافة 174.24 كيلومتر. فاز بالمرحلة Philipp Walsleben ‏، وكان متصدر الترتيب العام في نهاية المرحلة Philipp Walsleben ‏.
| التصنيف العام         | التصنيف العام      | التصنيف العام | التصنيف العام          | التصنيف العام     |
| العداء                | العداء             | البلد         | الفريق                 | الوقت             |
| --------------------- | ------------------ | ------------- | ---------------------- | ----------------- |
| 1                     | Philipp Walsleben ‏ | ألمانيا       | Alpecin-Fenix          | 3 س 59 دقيقة 33 ث |
| 2                     | دييغو روبيو        | إسبانيا       | Burgos-BH              | + 16 ث            |
| 3                     | ارنو ديمار         | فرنسا         | Groupama-FDJ           | + 22 ث            |
| 4                     | كريستوفر هالفورسن  | النرويج       | Uno-X Pro Cycling Team | + 26 ث            |
| 5                     | بريان كوكار        | فرنسا         | B&B Hotels p/b KTM     | + 26 ث            |
| 6                     | بيت اليجارت        | بلجيكا        | Cofidis                | + 26 ث            |
| 7                     | مارك ساريو         | فرنسا         | AG2R Citroën Team      | + 26 ث            |
| 8                     | Nils Eekhoff ‏      | هولندا        | Team DSM               | + 26 ث            |
| 9                     | Bram Welten ‏       | هولندا        | اركيا سامسيك           | + 30 ث            |
| 10                    | جون ابرستوري       | إسبانيا       | Caja Rural-Seguros RGA | + 32 ث            |
| مصدر: ProCyclingStats |                    |               |                        |                   |

### مرحلة 2
هي مرحلة جبلية، أقيمت في 28 مايو 2021، وامتدّت لمسافة 173.35 كيلومتر. فاز بالمرحلة ارنو ديمار، وكان متصدر الترتيب العام في نهاية المرحلة Philipp Walsleben ‏.
| التصنيف العام         | التصنيف العام      | التصنيف العام | التصنيف العام          | التصنيف العام     |
| العداء                | العداء             | البلد         | الفريق                 | الوقت             |
| --------------------- | ------------------ | ------------- | ---------------------- | ----------------- |
| 1                     | Philipp Walsleben ‏ | ألمانيا       | Alpecin-Fenix          | 8 س 11 دقيقة 05 ث |
| 2                     | ارنو ديمار         | فرنسا         | Groupama-FDJ           | + 12 ث            |
| 3                     | دييغو روبيو        | إسبانيا       | Burgos-BH              | + 16 ث            |
| 4                     | كريستوفر هالفورسن  | النرويج       | Uno-X Pro Cycling Team | + 22 ث            |
| 5                     | بيت اليجارت        | بلجيكا        | Cofidis                | + 26 ث            |
| 6                     | Nils Eekhoff ‏      | هولندا        | Team DSM               | + 26 ث            |
| 7                     | نيكولو بونيفازيو   | إيطاليا       | Total Direct Énergie   | + 26 ث            |
| 8                     | مارك ساريو         | فرنسا         | AG2R Citroën Team      | + 26 ث            |
| 9                     | بريان كوكار        | فرنسا         | B&B Hotels p/b KTM     | + 26 ث            |
| 10                    | بينوا كوسنيفروي    | فرنسا         | AG2R Citroën Team      | + 29 ث            |
| مصدر: ProCyclingStats |                    |               |                        |                   |

### مرحلة 3
هي مرحلة جبلية، أقيمت في 29 مايو 2021، وامتدّت لمسافة 181.68 كيلومتر. فاز بالمرحلة ارنو ديمار، وكان متصدر الترتيب العام في نهاية المرحلة ارنو ديمار.
| التصنيف العام         | التصنيف العام      | التصنيف العام | التصنيف العام          | التصنيف العام      |
| العداء                | العداء             | البلد         | الفريق                 | الوقت              |
| --------------------- | ------------------ | ------------- | ---------------------- | ------------------ |
| 1                     | ارنو ديمار         | فرنسا         | Groupama-FDJ           | 12 س 29 دقيقة 55 ث |
| 2                     | Philipp Walsleben ‏ | ألمانيا       | Alpecin-Fenix          | + 2 ث              |
| 3                     | كريستوفر هالفورسن  | النرويج       | Uno-X Pro Cycling Team | + 14 ث             |
| 4                     | بريان كوكار        | فرنسا         | B&B Hotels p/b KTM     | + 18 ث             |
| 5                     | دييغو روبيو        | إسبانيا       | Burgos-BH              | + 18 ث             |
| 6                     | Nils Eekhoff ‏      | هولندا        | Team DSM               | + 20 ث             |
| 7                     | بيت اليجارت        | بلجيكا        | Cofidis                | + 24 ث             |
| 8                     | نيكولو بونيفازيو   | إيطاليا       | Total Direct Énergie   | + 24 ث             |
| 9                     | توبياس باير        | النمسا        | Alpecin-Fenix          | + 26 ث             |
| 10                    | مارك ساريو         | فرنسا         | AG2R Citroën Team      | + 28 ث             |
| مصدر: ProCyclingStats |                    |               |                        |                    |

### مرحلة 4
هي مرحلة جبلية، أقيمت في 30 مايو 2021، وامتدّت لمسافة 180.73 كيلومتر. فاز بالمرحلة ارنو ديمار، وكان متصدر الترتيب العام في نهاية المرحلة ارنو ديمار.
| التصنيف العام         | التصنيف العام | التصنيف العام | التصنيف العام | التصنيف العام |
| العداء                | العداء        | البلد         | الفريق        | الوقت         |
| --------------------- | ------------- | ------------- | ------------- | ------------- |
| مصدر: ProCyclingStats |               |               |               |               |

## المشاركون
| المشاركين | المشاركين           | المشاركين |
| --- | ------------------- | --------- |
| \| Groupama-FDJ GFC \| Groupama-FDJ GFC \| Groupama-FDJ GFC \| \| ---------------- \| ------------------------- \| ---------------- \| \| م \| عداء \| مرتبة \| \| \| ارنو ديمار \| \| \| \| إجناتاس كونوفالوفاس \| \| \| \| مايلز سكوتسون \| \| \| \| جاكوبو غوارنييري \| \| \| \| Clément Davy [الإنجليزية]‏ \| \| \| \| رامون سينكلدام \| \| |                     |           |
| Groupama-FDJ GFC |                     |           |
| م | عداء                | مرتبة     |
| | ارنو ديمار          |           |
| | إجناتاس كونوفالوفاس |           |
| | مايلز سكوتسون       |           |
| | جاكوبو غوارنييري    |           |
| | Clément Davy ‏       |           |
| | رامون سينكلدام      |           |

| Groupama-FDJ GFC | Groupama-FDJ GFC    | Groupama-FDJ GFC |
| ---------------- | ------------------- | ---------------- |
| م                | عداء                | مرتبة            |
|                  | ارنو ديمار          |                  |
|                  | إجناتاس كونوفالوفاس |                  |
|                  | مايلز سكوتسون       |                  |
|                  | جاكوبو غوارنييري    |                  |
|                  | Clément Davy ‏       |                  |
|                  | رامون سينكلدام      |                  |

## التصنيف العام النهائي
| التصنيف العام         | التصنيف العام      | التصنيف العام   | التصنيف العام          | التصنيف العام      |
| العداء                | العداء             | البلد           | الفريق                 | الوقت              |
| --------------------- | ------------------ | --------------- | ---------------------- | ------------------ |
| 1                     | ارنو ديمار         | فرنسا           | Groupama-FDJ           | 16 س 44 دقيقة 40 ث |
| 2                     | Philipp Walsleben ‏ | ألمانيا         | Alpecin-Fenix          | + 17 ث             |
| 3                     | كريستوفر هالفورسن  | النرويج         | Uno-X Pro Cycling Team | + 24 ث             |
| 4                     | بريان كوكار        | فرنسا           | B&B Hotels p/b KTM     | + 24 ث             |
| 5                     | دييغو روبيو        | إسبانيا         | Burgos-BH              | + 28 ث             |
| 6                     | Nils Eekhoff ‏      | هولندا          | Team DSM               | + 30 ث             |
| 7                     | نيكولو بونيفازيو   | إيطاليا         | Total Direct Énergie   | + 34 ث             |
| 8                     | دانيال مكلاي       | المملكة المتحدة | اركيا سامسيك           | + 34 ث             |
| 9                     | توبياس باير        | النمسا          | Alpecin-Fenix          | + 36 ث             |
| 10                    | مارك ساريو         | فرنسا           | AG2R Citroën Team      | + 38 ث             |
| مصدر: ProCyclingStats |                    |                 |                        |                    |

### تصنيف النقاط
| تصنيف النقاط          | تصنيف النقاط           | تصنيف النقاط    | تصنيف النقاط              | تصنيف النقاط |
| العداء                | العداء                 | البلد           | الفريق                    | النقاط       |
| --------------------- | ---------------------- | --------------- | ------------------------- | ------------ |
| 1                     | ارنو ديمار             | فرنسا           | Groupama-FDJ              | 92 نقطة      |
| 2                     | كريستوفر هالفورسن      | النرويج         | Uno-X Pro Cycling Team    | 59 نقطة      |
| 3                     | بريان كوكار            | فرنسا           | B&B Hotels p/b KTM        | 45 نقطة      |
| 4                     | Nils Eekhoff ‏          | هولندا          | Team DSM                  | 44 نقطة      |
| 5                     | Stanisław Aniołkowski ‏ | بولندا          | Bingoal Pauwels Sauces WB | 36 نقطة      |
| 6                     | Philipp Walsleben ‏     | ألمانيا         | Alpecin-Fenix             | 35 نقطة      |
| 7                     | نيكولو بونيفازيو       | إيطاليا         | Total Direct Énergie      | 30 نقطة      |
| 8                     | بيت اليجارت            | بلجيكا          | Cofidis                   | 30 نقطة      |
| 9                     | دانيال مكلاي           | المملكة المتحدة | اركيا سامسيك              | 29 نقطة      |
| 10                    | جون ابرستوري           | إسبانيا         | Caja Rural-Seguros RGA    | 27 نقطة      |
| مصدر: ProCyclingStats |                        |                 |                           |              |

### تصنيف الجبال
| تصنيف الجبال          | تصنيف الجبال        | تصنيف الجبال | تصنيف الجبال                       | تصنيف الجبال |
| العداء                | العداء              | البلد        | الفريق                             | النقاط       |
| --------------------- | ------------------- | ------------ | ---------------------------------- | ------------ |
| 1                     | Jhonatan Restrepo ‏  | كولومبيا     | أندروني جوكاتولي-سيدرمك            | 36 نقطة      |
| 2                     | Roger Adrià ‏        | إسبانيا      | Equipo Kern Pharma                 | 34 نقطة      |
| 3                     | Stan Dewulf ‏        | بلجيكا       | AG2R Citroën Team                  | 31 نقطة      |
| 4                     | Maxime Urruty ‏      | فرنسا        | Xelliss-Roubaix Lille Métropole    | 30 نقطة      |
| 5                     | توبياس باير         | النمسا       | Alpecin-Fenix                      | 30 نقطة      |
| 6                     | Morné van Niekerk ‏  | جنوب أفريقيا | Saint Michel-Auber 93              | 22 نقطة      |
| 7                     | فرنسيسكو غالفان     | إسبانيا      | Equipo Kern Pharma                 | 13 نقطة      |
| 8                     | Alexandre Delettre ‏ | فرنسا        | Delko                              | 12 نقطة      |
| 9                     | بينوا كوسنيفروي     | فرنسا        | AG2R Citroën Team                  | 12 نقطة      |
| 10                    | لودفيغ دي فينتر     | بلجيكا       | Intermarché-Wanty-Gobert Matériaux | 12 نقطة      |
| مصدر: ProCyclingStats |                     |              |                                    |              |

## تصنيف الفرق

### الفرق حسب الوقت
| تصنيف الفرق حسب الوقت | تصنيف الفرق حسب الوقت           | تصنيف الفرق حسب الوقت | تصنيف الفرق حسب الوقت |
| الفريق                | الفريق                          | البلد                 | الوقت                 |
| --------------------- | ------------------------------- | --------------------- | --------------------- |
| 1                     | Delko                           | فرنسا                 | 50 س 16 دقيقة 04 ث    |
| 2                     | Sport Vlaanderen-Baloise        | بلجيكا                | + 0 ث                 |
| 3                     | Alpecin-Fenix                   | بلجيكا                | + 2 ث                 |
| 4                     | Xelliss-Roubaix Lille Métropole | فرنسا                 | + 15 ث                |
| 5                     | برجس بي إتش 2021                | إسبانيا               | + 18 ث                |
| 6                     | Team DSM                        | ألمانيا               | + 18 ث                |
| 7                     | أندروني جوكاتولي-سيدرمك         | إيطاليا               | + 19 ث                |
| 8                     | AG2R Citroën Team               | فرنسا                 | + 22 ث                |
| 9                     | B&B Hotels p/b KTM              | فرنسا                 | + 28 ث                |
| 10                    | كاجا رورال-سيغوروس 2021         | إسبانيا               | + 34 ث                |
| مصدر: ProCyclingStats |                                 |                       |                       |

## تصانيف فرعية

### تصنيف أفضل شاب
| تصنيف أفضل شاب        | تصنيف أفضل شاب         | تصنيف أفضل شاب | تصنيف أفضل شاب            | تصنيف أفضل شاب     |
| العداء                | العداء                 | البلد          | الفريق                    | الوقت              |
| --------------------- | ---------------------- | -------------- | ------------------------- | ------------------ |
| 1                     | Nils Eekhoff ‏          | هولندا         | Team DSM                  | 16 س 45 دقيقة 10 ث |
| 2                     | توبياس باير            | النمسا         | Alpecin-Fenix             | + 18 ث             |
| 3                     | Alexandre Delettre ‏    | فرنسا          | Delko                     | + 6 ث              |
| 4                     | Stanisław Aniołkowski ‏ | بولندا         | Bingoal Pauwels Sauces WB | + 8 ث              |
| 5                     | Pier-André Côté ‏       | كندا           | Rally Cycling             | + 10 ث             |
| 6                     | Jordi López (cyclist) ‏ | إسبانيا        | Equipo Kern Pharma        | + 19 ث             |
| 7                     | Petr Rikunov ‏          | روسيا          | Gazprom-RusVelo           | + 29 ث             |
| 8                     | Roger Adrià ‏           | إسبانيا        | Equipo Kern Pharma        | + 29 ث             |
| 9                     | فرنسيسكو غالفان        | إسبانيا        | Equipo Kern Pharma        | + 1 دقيقة 09 ث     |
| 10                    | Bram Welten ‏           | هولندا         | اركيا سامسيك              | + 1 دقيقة 13 ث     |
| مصدر: ProCyclingStats |                        |                |                           |                    |

## وصلات خارجية
- الموقع الرسمي
- لمحة عن سباق بوكليس دي لا مايين 2021 على موقع  ProCyclingStats   (برو  سايكلنج  ستاتس) - إحصاءات  محترفي  الدراجات.
- بوكليس دي لا مايين 2021 على موقع إحصائيات الدراجات الإحترافية (الإنجليزية)